# لیبرانت
لیبرانت یک توزیع کانادایی از سیستم‌عامل گنو/لینوکس بر پایه توزیع دبیان lمحصولی از شرکت لیبرا کامپیوتر سیستم (با مسولیت محدود) است.
گسترش این توزیع پس از نسخه سوم متوقف شد.